# الرسالة الأكملية (كتاب)
الرسالة الأكملية في ما يجب لله من صفات الكمال
المؤلف: تقي الدين أبو العباس أحمد بن عبد الحليم بن عبد السلام بن عبد الله بن أبي القاسم بن محمد ابن تيمية الحراني الحنبلي الدمشقي (المتوفى: 728هـ
تُعد هذه الرسالة إجابةً مفصلة لسؤال عن صفات الله سبحانه تعالى، وقد شملت خلاصة الآراء الشائعة في صفاته سبحانه وتعالى، وعمَّ يجب إثباته منها وما لا يجب، وكذلك ما يجب نفيه عنه سبحانه لكونه صفة نقص. ويشمل ذلك كل الصفات، من صفاتٍ خبرية أو فعلية أو وجودية أو نفسية أو إدراكية.

## التسمية
لم يعنون ابن تيمية رسالته هكذا، إنما تدرج الاسم كالتالي:
كانت قد طبعت الرسالة طبعتان، وسميت فيهما باسمٍ مشابه:
الطبعة الأولى: وجدت ضمن الجزء الخامس من «مجموعة الرسائل المسائل» تحت اسم "تفصيل الإجمال فيما يجب لله من صفات الكمال".
الطبعة الثانية: ضمن كتاب «مجموع فتاوى شيخ الإسلام» في المجلد السادس، باسم "تفصيل الإجمال فيما يجب لله من صفات الكمال، والأكملية".
وكان اسم "تفصيل الإجمال" لإجمال ابن تيمية في جوابه للأقوال في صفات الله وتفصيلها.
وكان اسم "الأكملية" نسبةً لإثبات صفات الكمال لله تعالى.
وعُرفت بعد ذلك باسم «الرسالة الأكملية».

## نص الاستفتاء
كانت الرسالة إجابةً على استفتاء شاملٍ طويلٍ كانت بدايته كالتالي:
مقدمة الاستفتاء: المسئول من علماء الإسلام، والسادة الأعلام – أحسن الله ثوابهم، وأكرم نزلهم ومآبهم – أن يرفعوا حجاب الإجمال، ويكشفوا قناع الإشكال، عند مقدمة: جميع أرباب الملل والنحل متفقون عليها، ومستندون في آرائهم إليها، حاشى مكابرًا منهم معاندًا، وكافرًا بربوبية الله جاحدًا.
وهي أن يقال: "هذه صفة كمال فيجب لله إثباتها، وهذه صفة نقص، فيتعين انتفاؤها" لكنهم في تحقيق مناطها في أفراد الصفات متنازعون، وفي تعيين الصفات لأجل القسمين مختلفون".
ثم ذكر السائل بعد ذلك آراء أهل السنة، ثم آراء الفلاسفة، ثم آراء المعتزلة وخصومهم، ثم نفي الكلابية للصفات الخبرية والفعلية، ثم منكري النبوات والمشركين، ثم الاختلاف في الصفات.

## طريقة المؤلف في سرد الإجابة
وقد ذكرها أحمد إمام في تحقيقه كالتالي:
قام ابن تيمية بسرد فتواه على مقدمتين:
الأولى: أن الثابت لله تعالى هو أقصى ما يمكن من الكمال، وذلك بمقتضى:
- الأدلة الشرعية: ومن ذلك ذكر سورة الصمد. وشرح لفظ «الصمد».
- الأدلة العقلية: وقد كانت على وجوهٍ عدة، أولها إثبات الوجود، ثم إثبات الكمال، ثم إثبات وجوب الكمال وعدم توقفه على غيره، ثم بطلان التسلسل.
- البراهين اليقينية:
- دلالة السمع: وشرحه بأنه يقصد به الإجماع.
الثانية: شروط الكمال:
- أن يكون الكمال ممكن الوجود.
- أن يكون سليمًا عن النقص.
أي نفي الكمال النسبي عن الله تعالى.
وقد ذكر في رسالته أنَّ الإيمان بالخالق موجود بالفطرة في نفوس الناس، لا يحتاج إلى دليل رغم وجود الأدلة. لكن مع تغير فطرة الناس فقد يحتاج أولئك لتلك الأدلة.
ثم أتبع بعد انتهاء المقدمة رسالته عامةً على فصولٍ عدة.